# میانگین دایره‌ای
میانگین دایره‌ای
(به انگلیسی: Circular mean) روشی برای میانگیری هست زمانی که محور مختصات یک مختصات محدود به محیط دایره است مانند صفحه ساعت آنالوگی که از ۲۴ عدد تشکیل شده است.
این روش به این دلیل مورد استفاده قرار میگیرد که در میانگین گیری حسابی انتهای مختصات ما دورترین نقطه به ابتدای آن است ولی در میانگین گیری دایره ای انتهای مختصات دقیقا همان مبدا مختصات ما هست و هرچه به انتها نزدیکتر شویم میانگین همزمان به ابتدای مختصاتمان نزدیکتر میشود.

## کاربرد و دلایل استفاده
به این مثال توجه کنید:
{\displaystyle hours:2,22}
{\displaystyle mean=(2+22)/2=12}
{\displaystyle mean(expected)=24or0}
در این شرایط با استفاده از سینوس و کسینوس ابتدا نقاط تک بعدی خود را تبدیل به مختصات دو بعدی روی دایره میکنیم و سپس از xوy های به دست آمده مجزا میانگین گیری میکنیم. و سپس نقطه میانگین را در صفحه ساعت رسم میکنیم و از مرکز دایره امتداد میدهیم خطی که امتداد داده ایم با هر نقطه ای از محیط تلاقی داشت را به عنوان میانگین دایره‌ای در نظر میگیریم.
برای پیدا کردن مقدار آن هم ابتدا زاویه نقطه از مبدا مختصات قطبی را از  arctan2 محاسبه میکنیم. که همان arctan هست با این تفاوت که خودش توانایی تشخیص این که نقطه ما به کدام ربع دایره افتاده را تشخیص میدهد و نیاز به تبدیل زاویه نیست.
برای درک بهتر به کد پایتون زیر توجه کنید.
```
import
 
numpy
 
as
 
np
 

import
 
math

all
 
=
 
np
.
linspace
(
0
,
24
,
25
)

hours
 
=
 
np
.
random
.
choice
(
all
,
4
)

print
(
hours
)

hours
 
=
 
(
2
*
np
.
pi
)
*
(
hours
/
24
)

hours_y
 
=
  
[
math
.
sin
(
n
)
 
for
 
n
 
in
 
hours
]

hours_x
 
=
  
[
math
.
cos
(
n
)
 
for
 
n
 
in
 
hours
]

hours_x_avg
 
=
 
np
.
mean
(
hours_x
)

hours_y_avg
 
=
 
np
.
mean
(
hours_y
)

hours_avg
 
=
 
(
np
.
arctan2
(
hours_y_avg
,
hours_x_avg
)
*
24
/
(
2
*
np
.
pi
))
%
24

print
(
"Hours Average: "
,
round
(
hours_avg
,
2
))

```

## تعاریف ریاضی
زوایا را ابتدا به رادیان تبدیل میکنیم. این می‌تواند با نسبت گیری ساده و بردن تمام زوایا به مبنای 2π که محیط کامل یک دایره به رادیان است اتفاق بیفتد.
مثلا در ساعت های روز مبنای تمام زوایا 24 هست ما باید همه آنها را با نسبت‌گیری ساده به مبنای 2π ببریم.و سپس با فرمول زیر میانگین دایره‌ای را محاسبه کنیم.و در نهایت دوباره با نسبت گیری مبنای زاویه به دست آمده را به 24 تغییر دهیم تا پاسخ را بر حسب ساعتی از روز به دست آوریم.
{\displaystyle {\bar {\alpha }}=\operatorname {atan2} \left({\frac {1}{n}}\sum _{j=1}^{n}\sin \alpha _{j},{\frac {1}{n}}\sum _{j=1}^{n}\cos \alpha _{j}\right)=\operatorname {atan2} \left(\sum _{j=1}^{n}\sin \alpha _{j},\sum _{j=1}^{n}\cos \alpha _{j}\right)}
برای اعداد مختلط داریم:
{\displaystyle {\bar {\alpha }}=\arg \left({\frac {1}{n}}\sum _{j=1}^{n}\exp(i\cdot \alpha _{j})\right)=\arg \left(\sum _{j=1}^{n}\exp(i\cdot \alpha _{j})\right)}.